# Sodore
Sodore (jiný přepis: Sodäre nebo Sodere) je menší sopečné pole, sestávající z několika pyroklastických sypaných kuželů a lávových proudů.
Rozprostírá se na ploše 15×25 km na východním okraji etiopského riftu, severně od města Mälkasa v Etiopii. K severovýchodnímu okraji pole zasahuje lávový proud čedičového složení teprve od sopky Boset-Beriča.